# El nostre dia
El nostre dia (títol original en coreà, 우리의 하루) és una pel·lícula dramàtica sud-coreana del 2023. Representa el trentè llargmetratge escrit i dirigit per Hong Sang-soo, que també va produir, fotografiar i muntar la pel·lícula. S'ha subtitulat al català.
La pel·lícula es va projectar per primer cop a la secció de la Quinzena de Cineastes del Festival de Cinema de Canes de 2023, i va ser seleccionada per al Festival de Cinema de Nova York de 2023.

## Sinopsi
Recentment tornada a Corea del Sud, una actriu d'uns quaranta anys s'allotja amb la seva amiga i el seu gat. Mentrestant, un poeta envellit amb una salut deteriorada viu sol després de la mort del seu propi gat. Un dia, cadascun rep la visita d'un jove aspirant a artista diferent, que ve equipat amb preguntes sobre la seva carrera i la vida mateixa.

## Repartiment
- Ki Joobong com a Uiju[1]
- Kim Min-hee com a Sangwon
- Song Sunmi com a Jungsoo
- Park Miso com a Jisoo
- Ha Seongguk com a Jaewon
- Kim Seungyun com a Kijoo

## Producció
La pel·lícula va ser produïda per la Jeonwonsa Film Company i es va rodar a Seül el 2022.

## Estrena
El nostre dia es va estrenar a la selecció principal de la Quinzena dels Cineastes del Festival de Canes de 2023, el 25 de maig. També es va projectar a la selecció oficial del Festival de Cinema de Nova York del 2023, juntament amb l'altre llargmetratge de Hong del 2023, In water.